# 用户错觉
在心灵哲学中，用户错觉是对意识的拟议描述的隐喻，认为意识体验并不直接反应客观现实，而是提供简化现实，允许人类在其环境中做出决策和行动，类似于电脑桌面。我们并不是立即体验世界，因为所有感觉都需要时间处理。由此可见，意识体验并不是对正在发生的事情的完美反映，而更多的是大脑潜意识产生的模拟。因此，有些现象可能存在于我们的认知范围之外。
“用户错觉”一词最初由帕羅奧多研究中心从事图形用户界面工作的计算机科学家艾伦·凯首次提出，用于描述台式计算机用户界面所产生的错觉。托尔诺雷特兰德斯 (Tor Nørretranders) 在他的著作《用户错觉：意识缩减以便理解》中探索了意识体验的隐喻，  ，这个概念由丹尼尔·丹尼特进一步发展，他同样认为，人类意识是用户意识的观点，人类意识是一种‘错觉’。 

## 词源
“用户错觉”一词最初由施乐帕洛阿尔托研究中心(Xerox PARC)从事图形用户界面研究的计算机科学家艾伦·凯 (Alan Kay) 首次使用， 用来描述台式计算机用户界面创建的错觉。凯指出，桌面的视觉隐喻只是一种创建计算机底层复杂性的简化表示的工具。这种“用户错觉”代表的计算机比实际情况要简单得多，而且从用户的角度来看，它不仅仅是一个人机界面，不仅允许用户在使用计算机时采取行动和做出决策。所有目的，都是计算机本身。 例如，计算机设计者创建窗口和文件夹，仅存在于界面中但允许用户与底层复杂编程交互的对象。

## 应用领域

### 信息处理
托尔诺雷特兰德斯在其 1991 年出版的《用户错觉：意识缩减以便理解》一书中探讨了意识是用户错觉的一种形式的概念。 托尔诺雷特兰德斯从信息处理的角度来探讨意识问题，他将人脑视为一台计算机。他认为，大部分工作是在潜意识层面完成的：我们每秒感知大约 1200 万位信息，其中 1000 万位用于视觉，100 万位用于触觉，其余信息分配给其他感官。尽管潜意识处理的信息量如此之大，有意识的信息处理只能以大约 60 位/秒的速度进行。在这一过程中，意识充当过滤器，将感官接收到的信息变成意识体验可以处理的信息。这就是我们在任何时候只能感知并因此关注有限数量的物体，以及为什么我们需要付出很大的努力来处理第一次遇到的东西——这是因为我们的大脑必须努力学习如何过滤新的输入。例如，学习体育方面的新技能很困难。练习对于你的潜意识来说是必要的，以学习每个肢体的精确运动以便协调。 因此，托尔诺雷特兰德斯假设，当运动员报告说他们有太多时间思考自己的技能但是搞砸时，可能是因为思维过程变得足够慢，以至于有意识的思维干扰并开始接管控制权。
本杰明·利贝特（Benjamin Libet）进行了一项实验，支持意识作为用户错觉的观点。这项研究调查了意识和潜意识之间的关系。连接有测量电极的受试者被要求移动一根手指。在决定收缩肌肉之前半秒，大脑中会检测到电信号。令人惊讶的是，无意识神经元在自我意识到想要采取行动之前就做出决定。这项研究表明意识是决定的倡议者。然而，潜意识会在意识到之前处理信息并决定将哪些内容分配给意识。 

### 他人与自己的模型
用户错觉简化了生活，使用者无需了解底层工作原理，只需几个简化的步骤即可与界面进行交互。丹尼尔·丹尼特（Daniel Dennett）表示，尽管人类可能无法理解手机系统中发生的所有事情，但我们仍然可以通过简单的触摸和轻推来顺利使用手机。因此，他声称人类将现实体验为“用户幻觉”，其中我们的意识体验是现实的简化，使我们能够在我们的世界中无缝地行动。丹尼特声称我们从这种现象中受益，因为“这是大脑对自身的‘用户错觉’，大脑不必了解大脑是如何工作的”。 此外，在我们的头脑中，我们还开发了其他人作为“有意识的代理人”的模型。当A与B交谈时，B无法了解A的内心想法；然而，B 能够很好地了解 A 的想法，同时 A 也能够传达这样好的想法。丹尼特说：“你的意识是我对你的用户错觉，我的意识是你对我的用户错觉。” 同时，我们也有自己的模型。就像A如何接近B一样，通过问自己问题并等待他或她自己的回答，A也可以接触到他或她自己，这样我们就可以探索自己的想法，让自己思考而不是认为事情是这样的。我们要。通过用户错觉，我们操作大脑。

### 适应性进化
唐纳德·霍夫曼（Donald Hoffman）解释了用户错觉可能是如何源于达尔文主义的选择压力的。霍夫曼认为，尽管经典的论点是进化适应度与感知我们环境的真相相关，但适应度函数根本不需要与客观真相相关。霍夫曼和同事切坦·普拉卡什 (Chetan Prakash) 表示，“根据自然选择的进化论，认识现实的有机体永远不会比一个同样复杂、看不到现实而只具有适应性的有机体更适合。” 霍夫曼解释说，进化塑造了我们的感知和意识体验，使人类能够生存和繁衍。就像计算机桌面一样，人类对现实的感知只是一种引导适应性行为的调整简化是一种用户错觉。 

## 批评

### 内省
用户错觉的批评者认为，人类能够通过内省和分析内心言语来获取大脑表征的内容。这些批评者指出，更多时候，人类知道其含义，尽管他们可能在自己所说的内容或表达方式上犯了错误。此外，批评者认为，内部言语事件允许访问我们某些大脑状态的内容，从而使我们能够通过内省了解我们的大脑状态代表什么。这个论点反驳了这样一种说法，即意识只是世界的简化表示，在这个世界中我们无法获取现实的全部信息，因为你内省的就是存在的。 

### 社会行为
社会行为（Social behavior）是同一物种内两个或多个个体之间的行为，包括一个成员影响另一个成员的任何行为。这是由于这些成员之间的相互作用。用户错觉提出意识是一种用于增强社会行为和合作的进化工具。群居昆虫提供了反对这一结论的论据，因为这些昆虫经历了社会合作和复杂的群体思维。大脑极小的社会性昆虫的存在歪曲了社会行为需要意识的观点，理由是昆虫的大脑太小而无法有意识。批评者认为，社会合作和操纵（包括等级制度，纸黄蜂、杰克跳蚁和产卵时偷偷摸摸的蜜蜂中都有自己的位置）也具有意识。因为观察到的它们的行为在所有功能性意图和目的上都与复杂的行为相匹配。批评者认为，意识进化路径也具有其他可能性，例如通过批评易犯错误的观念来增强可塑性的批判性评价，同时指出这种批判意识将与北回归者提出的正当性类型有很大不同，差异包括批判意识将使个人更有能力改变自己的想法，而不是辩解和说服。  

### 自由意志
自由意志 (Free will），又可翻译为自由意识、自由意念，是能在各种可能的方案中进行选择和决定行动的能力。哲学上自由意志被定义为个人不受任何其他力量抑制地决定其行动方针的能力。如果意识不存在，那么可以认为人类对其决策几乎没有采取任何行动，而生物学是人类决策背后的驱动力。丹尼尔·丹尼特提出，具有意识自由意志的人类体验是创造用户表征的人类生物机制。然而，许多哲学家相信，自由意志和意识是独立的实体，但自由意志可能建立在意识的概念之上。如果意识只是人类头脑中创造用户幻觉的数据，那么这就支持了自由意志可能不存在的理论。 

## 也可以看看
- 二分心智
- 幻象（人工智能）
- 幻觉（意识）